# Ivonne Mangelsdorff
Ivonne Mangelsdorff Galeb (Rancagua, 23 de mayo de 1975) es una periodista, abogada y política chilena, que ejerció el cargo de gobernadora de la provincia de Cachapoal entre el 11 de marzo de 2018 y el 10 de abril de 2020. Es electa Constituyente para el proceso constitucional 2023.

## Biografía
Nacida en Rancagua el 23 de mayo de 1975, es hija de Gunther Mangelsdorff e Ivonne Galeb. 
Egreso de Enseñanza Media  en 1992 en el Colegio Sagrado Corazón de su ciudad natal. Es periodista de la Universidad del Desarrollo y Licenciada en Ciencias Jurídicas de la Universidad Andrés Bello, instancia en la que conoció a Cecilia Pérez. Se tituló de abogada el 13 de abril de 2009.
Fue Secretaria Regional Ministerial del Trabajo en la Región Metropolitana de Santiago durante el primer gobierno de Sebastián Piñera, entre 2010 y 2014. También ha cumplido roles en la Junta Nacional de Jardines Infantiles y fue profesora en Inacap.
Entre el 11 de marzo de 2018 y el 10 de abril de 2020 se desempeñó como gobernadora de la provincia de Cachapoal. Desde el 11 de mayo de 2020 es Directora de la División Política y Legislativa del Ministerio del Interior y Seguridad Pública. 

## Controversias
Antes de tomar posición del cargo de Gobernadora de Cachapoal, fue demandada en al menos 10 ocasiones por instituciones privadas debido a deudas económicas contraídas, por un total de $250 Millones CLP, las cuales fueron originadas por un problema personal entre Mangelsdorff y su expareja, indicando que se trataban de deudas hipotecarias. En su declaración de Interés y Patrimonio, indicó no haber realizado actividades profesionales y laborales por los 12 meses anteriores, aunque en el sitio web del Poder Judicial de Chile aparecían al menos 11 demandas patrocinadas por la abogada. Además, mantendría relaciones laborales con Óscar Lantadilla (formalizado por fraude al fisco reiterado en el denominado Caso Basura) y Marcelo Brunet (quien contaba con numerosas causas judiciales por deudas) como asesores de la Gobernadora de Cachapoal, con quienes formaban parte de la consultora BLO Consultores.
En 2022, el Gobierno Regional de O'Higgins interpuso una querella por la pérdida de más de 4 mil sellos desde la oficina de extranjería, bajo la administración de Mangelsdoff en la exGobernación de la provincia de Cachapoal.
Actualmente, se encuentra bajo investigación por el "Caso Cuentas Corrientes", luego de desempeñarse como Jefa Jurídica del Municipio de Graneros. El 14 de abril de 2023, fueron allanadas dependencias de la Municipalidad como también su domicilio. El secretario general de Renovación Nacional, el diputado Diego Schalper pidió abrir una causa disciplinaria en contra de Mangelsdoff.

## Historial electoral

### Elecciones parlamentarias de 2017
- Elecciones parlamentarias de 2017, candidato a diputado por el distrito 15 (Codegua, Coinco, Coltauco, Doñihue, Graneros, Machalí, Malloa, Mostazal, Olivar, Quinta de Tilcoco, Rancagua, Rengo y Requínoa)

| Candidato                  | Pacto                    | Partido | Votos  | %     | Resultado |
| -------------------------- | ------------------------ | ------- | ------ | ----- | --------- |
| Javier Macaya Danús        | Chile Vamos              | UDI     | 25 198 | 13,98 | Diputado  |
| Diego Schalper Sepúlveda   | Chile Vamos              | IND-RN  | 19 305 | 10,71 | Diputado  |
| Juan Luis Castro González  | La Fuerza de la Mayoría  | PS      | 17 777 | 9,86  | Diputado  |
| Issa Kort Garriga          | Chile Vamos              | UDI     | 16 754 | 9,29  | Diputado  |
| Felipe Letelier Norambuena | La Fuerza de la Mayoría  | PPD     | 12 388 | 6,87  |           |
| Pamela Medina Schulz       | Chile Vamos              | IND-RN  | 10 822 | 6,00  |           |
| Raúl Soto Mardones         | Convergencia Democrática | DC      | 9024   | 5,01  | Diputado  |
| Oscar Ávila Méndez         | La Fuerza de la Mayoría  | PS      | 7060   | 3,92  |           |
| Eduardo Vergara Bolbarán   | La Fuerza de la Mayoría  | PPD     | 6989   | 3,88  |           |
| Francisco Parraguez Leiva  | Convergencia Democrática | IC      | 5700   | 3,16  |           |
| Ivonne Mangelsdorff Galeb  | Chile Podemos Más        | RN      | 2436   | 1.34  |           |

### Elecciones parlamentarias de 2021
- Elecciones parlamentarias de 2021 a Diputado por el distrito 15 (Codegua, Coinco, Coltauco, Doñihue, Graneros, Machalí, Malloa, Mostazal, Olivar, Quinta de Tilcoco, Rancagua, Rengo y Requínoa).[11]

| Candidato                   | Pacto                    | Partido  | Votos  | %     | Resultado |
| --------------------------- | ------------------------ | -------- | ------ | ----- | --------- |
| Raúl Soto Mardones          | Nuevo Pacto Social       | PPD      | 55 103 | 27.76 | Diputado  |
| Diego Schalper Sepúlveda    | Chile Podemos Más        | RN       | 17 096 | 8.61  | Diputado  |
| Marcela Riquelme Aliaga     | Apruebo Dignidad         | IND-CS   | 11 494 | 5.79  | Diputada  |
| Natalia Romero Talguia      | Chile Podemos Más        | IND-UDI  | 10 336 | 5.21  | Diputada  |
| Juan Masferrer Vidal        | Chile Podemos Más        | UDI      | 9522   | 4.80  |           |
| Natalia Sánchez Aceituno    | Nuevo Pacto Social       | PS       | 6678   | 3.36  |           |
| Hugo Boza Valdenegro        | Apruebo Dignidad         | FRVS     | 6136   | 3.06  |           |
| José Miguel Urrutia Celis   | Chile Podemos Más        | UDI      | 5910   | 2.98  |           |
| Alejandra Carreño Pérez     | Partido de la Gente      | PDG      | 5636   | 2.84  |           |
| Carolina Fernández González | Partido Ecologista Verde | PEV      | 5541   | 2.79  |           |
| Raisa Martínez Muñoz        | Apruebo Dignidad         | PCCh     | 5205   | 2.62  |           |
| Roberto Villagra Reyes      | Apruebo Dignidad         | IND-FRVS | 5121   | 2.58  |           |
| Fuad Hamed Sleman           | Frente Social Cristiano  | IND-PRCh | 5043   | 2.54  |           |
| Felipe Letelier Norambuena  | Nuevo Pacto Social       | IND-PS   | 3649   | 1.84  |           |
| Johanna Olivares Gribbell   | Chile Podemos Más        | RN       | 3598   | 1.81  |           |
| Ivonne Mangelsdorff Galeb   | Chile Podemos Más        | RN       | 2339   | 1.18  |           |
| Marta González Olea         | Nuevo Pacto Social       | IND-PPD  | 1968   | 0.99  | Diputada  |

### Elecciones de consejeros constituyentes de 2023
- Elecciones de consejeros constitucionales de 2023, para la Circunscripción 8 (Región de O'Higgins)[12]

| Candidato                  | Pacto               | Partido | Votos  | %     | Resultado |
| -------------------------- | ------------------- | ------- | ------ | ----- | --------- |
| Sebastián Figueroa Melo    | Partido Republicano | PRCh    | 84 123 | 15,28 | Consejero |
| Juan Sutil Servoin         | Chile Seguro        | IND-RN  | 75 605 | 13,73 |           |
| Miguel Littín Cucumides    | Unidad para Chile   | PS      | 62 136 | 11,29 | Consejero |
| Gabriel Domíguez Valdés    | Partido Republicano | PRCh    | 48 447 | 8,80  |           |
| Elisa Salas López          | Partido Republicano | PRCh    | 34 057 | 6,19  |           |
| Raisa Martínez Muñoz       | Unidad para Chile   | PCCh    | 33 171 | 6,03  |           |
| Daniel Olivares Vidal      | Unidad para Chile   | IND-CS  | 27 705 | 5,05  |           |
| Dominica Guzmán Arce       | Unidad para Chile   | FREVS   | 23 636 | 4,29  |           |
| Patricia Besa Tagle        | Partido Republicano | PRCh    | 22 733 | 4,13  |           |
| Bernardo Zapata Abarca     | Todo por Chile      | PDC     | 21 636 | 3,93  |           |
| María Ignacia Castro Rojas | Chile Seguro        | UDI     | 18 944 | 3,44  |           |
| Valentín Matus Martínez    | Chile Seguro        | UDI     | 16 687 | 3,03  |           |
| Carol Aros Seguel          | Partido de la Gente | PDG     | 15 155 | 2,75  |           |
| Pedro Marchant Villanueva  | Todo por Chile      | PR      | 13 081 | 2,38  |           |
| Marcia Barrera Cisternas   | Todo por Chile      | PDC     | 12 777 | 2,32  |           |
| Ivonne Mangelsdorff Galeb  | Chile Seguro        | RN      | 9325   | 1,69  | Consejera |